# Tarantella napoletana

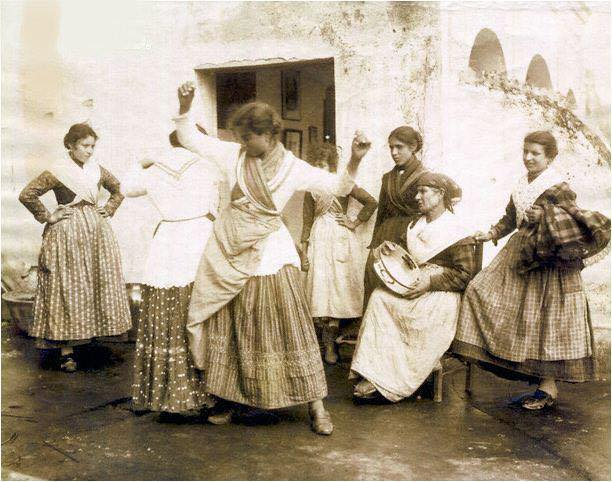
Due donne interpretano una tarantella verso il 1870

La tarantella napoletana è una danza popolare dell'Italia meridionale, appartenente alla vasta e composita famiglia delle tarantelle di cui rappresenta l'esempio più noto, codificato già dal XIX secolo e adottato precocemente sia dalla musica colta sia dalla Canzone napoletana. Eseguita in tempo vivace, ha standardizzato il ritmo e si è evoluta in un ballo di coppia, pur prestandosi a interpretazioni individuali e collettive più corrispondenti agli usi del folklore e alle funzioni originarie e popolari della danza.
Le sue origini sono incerte e oggetto di lungo dibattito, soprattutto per quanto riguarda l'ipotetica autonomia del ballo dal fenomeno del tarantismo e dalla tarantella pugliese. A Napoli, fino almeno agli anni 1970, si è ricordata una vera tarantella napoletana contrapposta alla tammurriata, che è più tipica dell'area vesuviana e cilentana; il ballo antico si ripropone in varie forme e funzioni nelle tradizioni popolari della tarantella campana in tutta la regione.

## Definizione
Una definizione univoca della tarantella napoletana è ostacolata dall'eterogeneità delle forme e dei modelli ai quali, a Napoli e in Campania, ci si riferisce nelle fonti storiche e nelle indagini etnografiche con l'unico nome di tarantella. Tra queste Gala enumera il ballo terapeutico del tarantismo, la musica urbana per banda e orchestra, la danza per spettacolo o per turismo, la tammurriata e numerose forme di danza estinte in città e sopravvissute sparse nella regione.

### Forma moderna
La tarantella napoletana, almeno nella sua forma moderna e «nobilitata» dall'arte, si esegue su un tempo composto, più spesso binario (68), molto vivace, con accenti distribuiti, per ogni gruppo di quattro battute, sui tempi forti di ognuna di esse e sul tempo debole della terza; un ritmo ricorrente e caratteristico, comune ad altri balli italiani, prevede la figurazione ripetuta quarto-ottavo (semiminima-croma).
a) Tarantella napoletana moderna
| Audio playback is not supported in your browser. You can download the audio file. | Audio playback is not supported in your browser. You can download the audio file. |

Questa struttura metrico-ritmica la distingue sia dalla pizzica, che ha in genere una diversa scansione, sia dalla tammurriata, che – pur ascrivibile alla stessa famiglia della tarantella, di cui condivide a volte il nome e di cui potrebbe essere vestigio arcaico – è eseguita in tempo quaternario semplice (44). Sul piano tonale si osserva spesso la preferenza per la scala minore armonica con il secondo grado abbassato, propriamente nota come scala napoletana.

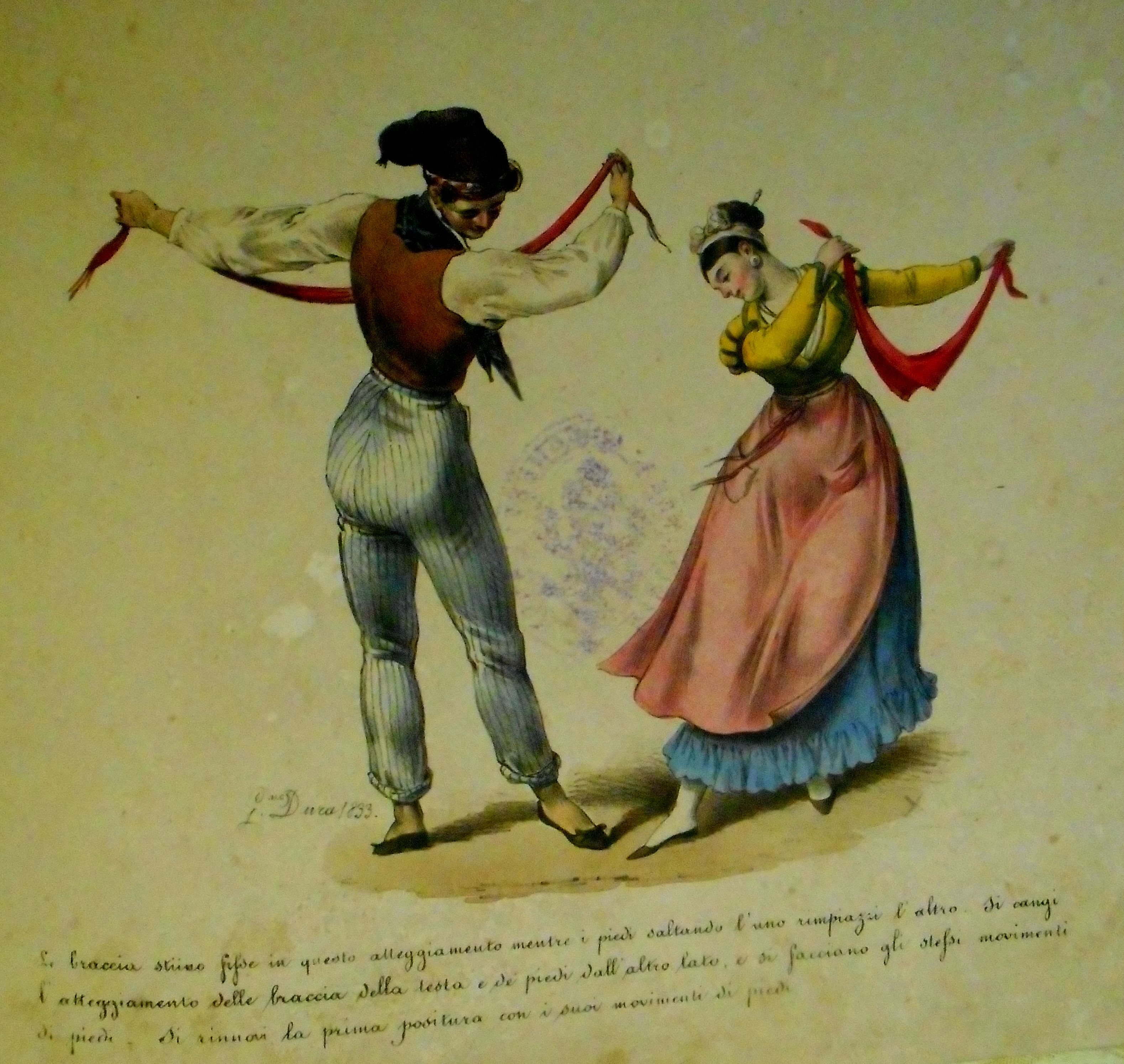
Passo di tarantella napoletana dell'Ottocento illustrato da Gaetano Dura (1834)

La fissazione del tempo di tarantella, come anche di pizzica, nei metri composti di 68 e 128 sarebbe però una standardizzazione tardiva, mentre la danza antica avrebbe privilegiato i metri semplici o alternato metri diversi. La tarantella napoletana fu codificata, anche come danza di coppia, solo nell'Ottocento, quando emersero album illustrativi di passi e coreografie, come la raccolta litografica Tarantella. Ballo napolitano di Gaetano Dura (1834).
Questo trattato, peraltro, contiene una notazione musicale di anonimo ricca di temi tradizionali e impreziosita da cromatismi, acciaccature, appoggiature, cambi di tempo che parrebbero, nell'insieme, rendere testimonianza del processo di transizione dal ballo antico, magico-religioso e terapeutico, alla tarantella napoletana moderna.

### Forma tradizionale
Tradizionalmente la tarantella alterna ritmi diversificati e le suddivisioni del tempo possono essere sia binarie sia ternarie. Parrebbe anzi questa la forma genuina della tarantella napoletana delle origini, a giudicare da un basso di tarantella proveniente da un quaderno di Partimenti attribuito a Gaetano Greco, scritto in 44 e con una linea melodica che alterna figure regolari e irregolari. L'avvicendarsi di terzine e gruppi regolari, formati da una croma e due semicrome, avrebbe prodotto in seguito la semplificazione di questi ultimi in terzine e l'impoverimento del ritmo multiforme del ballo tradizionale.

#### Napoli
Sul finire degli anni 1970 De Simone raccolse la testimonianza del tamburaio napoletano Gennaro Buccino, che gli descrisse la vera tarantella, distinta ritmicamente e culturalmente dalla tammurriata (ballo r''e campagnuole), eseguendo alla tammorra le seguenti figure.
b) Tarantella napoletana tradizionale
| Audio playback is not supported in your browser. You can download the audio file. | Audio playback is not supported in your browser. You can download the audio file. |
| Audio playback is not supported in your browser. You can download the audio file. | Audio playback is not supported in your browser. You can download the audio file. |
| Audio playback is not supported in your browser. You can download the audio file. |                                                                                   |

#### Campania
Nel suo corposo lavoro di raccolta di materiale sul territorio, De Simone rende conto di altri esempi di tarantella campana autentica: in particolare due diffuse nell'avellinese, un'altra nel salernitano. Riguardo a tutte descrive gli organici e evidenzia la struttura ritmica.
c) Tarantella di Ferrari-Piazza di Pandola-San Michele
Questo primo esempio ha un canto di ciaramella e un basso di tamburo, grancassa e piatti.
d) Tarantella di Montemarano
| Audio playback is not supported in your browser. You can download the audio file. | Audio playback is not supported in your browser. You can download the audio file. |

È la peculiare tarantella montemaranese eseguita da fisarmonica, clarinetto o ciaramella e accompagnata da nacchere e tamburello. Possiede un ritmo prezioso con variazioni che trasformano il 24 di base in un 68 attraverso la progressiva sovrapposizione delle terzine ai disegni ritmici a suddivisione binaria, che si addolciscono gradualmente.
e) Tarantella del Cilento
È una tarantella rapidissima che affida il ritmo alle nacchere, al tamburello e alla chitarra battente. Si esegue su un tempo semplice con figurazioni sincopate.
La tarantella tradizionale si presenta come danza individuale, di coppia, di gruppo (in catena o in cerchio) o processionale (in fila); configurazioni analoghe sono presenti già nelle fonti del XVIII-XIX secolo. Esempi di danza individuale sono le movenze della Vecchia del Carnevale e del Pazzariello; di danza processionale i balli associati al carnevale. De Simone cita anche le danze dei tarantolati (individuali), le antiche danze di guerra e di morte (individuali o di coppia), le danze funebri o augurali (di gruppo in catena), le danze magiche (di gruppo in cerchio).

## Storia

### Origini

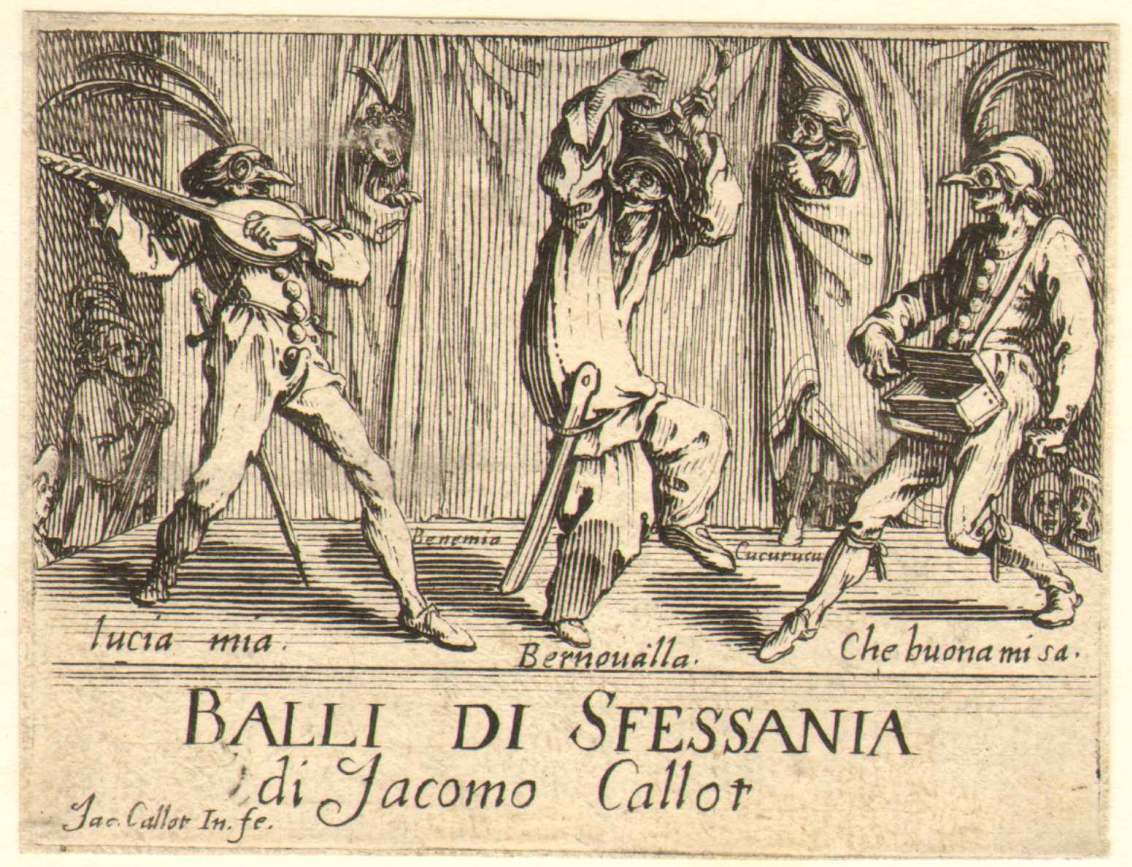
Incisione di Jacques Callot sui licenziosi balli di sfessania

Menzioni di un ballo noto come tarantella in Campania, perfino negli autori più attenti alla tradizione delle danze popolari, non esistono fino alla traduzione in napoletano dell'Eneide fatta da Giancola Sitillo nel 1699. In precedenza (1641) solo Athanasius Kircher aveva raccolto a Napoli, come «vera tarantella», una danza terapeutica in uso nel contesto del tarantismo; si ignora tuttavia se fosse d'origine napoletana o forestiera. Testimonianze su musica e testo delle tarantelle pugliesi si trovano invece fin dal 1608, e tali balli devono quindi risalire almeno alla seconda metà del Cinquecento.
Chi ritiene la tarantella napoletana autonoma dalla variante pugliese nota la coincidenza tra la sua apparizione nelle fonti e la scomparsa delle testimonianze scritte sul ballo di sfessania, d'origine moresca. Ciò spinge alcuni (Di Giacomo, Penna) a ipotizzare la derivazione della tarantella da questa danza, che potrebbe essersi anche contaminata di fandango nel corso della dominazione spagnola. Secondo una teoria risalente all'abate Galiani (1783), la stessa origine del termine tarantella sarebbe del tutto slegata dal tarantismo e rintracciabile invece nella corruzione dell'onomatopea napoletana ntantarantera.
Altri contestano le suddette tesi in quanto fondate su semplici indizi e riconducono anche la tarantella napoletana e campana al fenomeno del tarantismo, testimoniato dalle fonti a Napoli e dintorni e «curato» con il ballo. De Simone pone in risalto la corrispondenza tra la danza mitica di un unico personaggio e il ballo individuale dei tarantolati: varie tarantelle campane raccolte dallo studioso appaiono destinate, egli nota, a persone singole, e la tarantella in 44 del Cilento sarebbe, per il tempo rapidissimo, in special modo vicina alle tarantelle terapeutiche pugliesi; ciò corrisponderebbe del resto al perdurare del tarantismo nella zona fino agli ultimi decenni del Novecento.

### Evoluzione
Il lungo silenzio delle fonti sulla tarantella napoletana sarebbe dovuto piuttosto allo sfavore con cui l'epoca della Controriforma vedeva le manifestazioni magiche o di religiosità precristiana. Il ballo emerse solo in seguito e si fece rinomato soltanto nell'Ottocento, allorquando gli ambienti signorili della capitale borbonica lo adottarono, normalizzandolo in una danza di coppia destinata alle occasioni mondane e dando impulso alla sua diffusione in Europa. In questa veste, come tarantella propria della città di Napoli, di coppia, standardizzata, colta e alla moda, la danza subì svariate rielaborazioni, fino a essere codificata nei trattati di danza moderna.
Sul versante popolare, di pari passo con il declino della tarantella pugliese, il ballo napoletano standardizzato e ormai simbolico della città divenne attrazione turistica negli spettacoli di strada e teatrali a Napoli e circondario.
Prese dunque piede l'elaborazione di melodie adatte al ritmo di tarantella, di cui varie canzoni popolari si considerano tradizionalmente antesignane: Michelemmà, che ne sarebbe precorritrice (XVII secolo), 'O guarracino e Cicerenella (XVIII secolo). Invero, autori come Cottrau rielaborarono, nel riscoprirla, la canzone antica di tradizione orale (è il caso sia del Guarracino, ritenuta per tradizione la più antica tarantella napoletana, sia di Michelemmà), ma probabilmente ne alterarono il ritmo pur di adattarla al gusto dell'epoca.
La canzone napoletana avrebbe prodotto nel corso di oltre un secolo svariati brani sul ritmo della tarantella moderna. Ne sono esempi rinomati e a volte simbolici Funiculì funiculà (Denza 1880), Comme facette mammeta (Gambardella 1906), Simmo 'e Napule paisà (Valente 1944): canzoni pur sempre a carattere popolare, ma d'autore e ormai molto distanti dallo stile della tarantella del folklore.
La musica romantica dal canto suo contribuì alla «nobilitazione» della tarantella napoletana, ma soprattutto la coltivò come espressione musicale etnica, esotica e rappresentativa dell'Italia, laddove gli autori classici o preromantici (Haydn, Mozart, Beethoven, Schubert) si erano limitati a recepirla come movimento di sinfonie e sonate e ad attribuirle quindi una funzione non dissimile da quella di altre danze. Affrontarono la tarantella, tra gli altri, Mendelssohn (l'Italiana, Romanze senza parole), Liszt (Venezia e Napoli), Chopin, Čajkovskij (Capriccio italiano), vari compositori russi, Bizet, Richard Strauss (Aus Italien).
Nell'ambito lirico un esempio precoce è contenuto nella Muta di Portici di Auber (1828), mentre l'operetta La festa di Piedigrotta (1852) del napoletano Ricci include un brano che più degli altri, dopo essere stato «riadottato» dalla musica popolare, si sarebbe fatto simbolo (come d'altronde la tarantella in genere) della napoletanità in Italia e della stessa italianità altrove: di popolarità e emblematicità comparabili a quelle della tarantella di Ricci gode solo la tarantella napoletana delle Soirées musicales di Rossini (1835).

## Funzioni

### Tarantella tradizionale
Nell'ambito della tarantella napoletana, ma soprattutto di quella campana, di provincia, persistente ancora nel XX secolo, De Simone individua diverse «funzioni rappresentative» della danza, il cui significato culturale risiede in una ritualità avulsa dal quotidiano e volta piuttosto a esprimere il proibito, l'ambiguo, l'oggetto di una repressione.
Così è nella danza individuale «mitica» della Vecchia del Carnevale (raffigurazione della morte) o in quella anche «di guerra e di morte» del Pazzariello che, in costume militaresco, precede la stessa Vecchia nelle sfilate. La figura del Pazzariello sembra alludere non solo al gioco, come da traduzione letterale del verbo napoletano pazzià, ma anche all'autentica pazzia, e la sua danza pare assumere funzione analoga alla danza isterica – o di possessione – dei tarantolati. A segnalare la possibile derivazione della tarantella da un'antica danza di morte e di guerra, secondo De Simone, sta poi anche la gestualità delle danze collettive conservate dai vari carnevali campani, siano esse in cerchio, in catena o processionali.
Ricorda Gala come la danza parossistica dei tarantolati sfociasse in passato in accessi di delirio, follia, violenza verso gli altri e verso sé stessi (autolesionismo), in una sorta di «possessione coreomusicale» analoga a quella rintracciabile in altre tradizioni di tutto il mondo; ricorda poi che tale danza prevedeva spesso l'uso di una spada brandita pericolosamente. Quest'oggetto concorrerà poi a formare, con altri (fiori, fazzoletti e in seguito castagnole, grembiuli, bandiere), il corredo della tarantella in funzione ludica del Settecento.

### Tarantella moderna
La tarantella colta, fattasi danza di coppia tra uomo e donna, manca invece della ritualità arcaica del folklore originario e si associa perlopiù a raffigurazioni dell'amore di carattere idilliaco, a lieto fine, in uno spirito squisitamente romantico, tipico del periodo che vide la consacrazione della tarantella moderna.

### Tarantella erotica
Un poeta del XVI secolo, identificato per tradizione nel cantastorie Velardiniello, testimonia in rima di un ballo di donne nude la notte di San Giovanni (23-24 giugno) nella Napoli dell'età moderna, sulla spiaggia presso la chiesa di San Giovanni a Mare di Chiaia. Questo ballo è ritenuto da De Simone una tarantella erotica. Un'eco contemporanea di rituali del genere starebbe nella testimonianza di Abele De Blasio, che a fine Ottocento descrive la tarantella come un ballo erotico, distinguendo una tarantella semplice (di sole donne) e una tarantella complicata (di donne e uomini). L'autore illustra ambo le danze da un punto di vista moralistico e con dovizia di dettagli, connotando di violenza, ubriachezza e blasfemia la partecipazione alla prima, di sporcizia e lussuria quella alla seconda. Entrambe prevedevano l'intervento di una vecchia che, nella tarantella complicata, con una nenia invitava i partecipanti a fare l'amore:
De Simone ascrive questi caratteri «di possessione violenta nella tarantella semplice e [...] erotico in quella complicata» al contenuto autentico della danza napoletana antica, proibita e relegata nelle zone malfamate della capitale, ma sopravvissuta negli anfratti metropolitani fino al XX secolo, quando – riferisce l'autore sulla base di testimonianze orali – si ballavano tarantelle segrete di donne e uomini nudi davanti alle truppe alleate, nella periferia bombardata (1944), o ancora sul finire degli anni 1960 gli ambienti omosessuali della città davano vita a una tarantella d''e femmenielle in vista dei pellegrinaggi notturni a Montevergine per la ricorrenza della Candelora.